# Megalodontesidae
Megalodontesidae is een familie van bladwespen.

## Geslachten
(Indicatie van aantallen soorten per geslacht tussen haakjes)
- Megalodontes  (22)